# Wilson v. State of Georgia
Der Fall Wilson v. State of Georgia war ein US-amerikanischer Kriminalprozess um eine auf sexuellem Missbrauch eines Kindes lautende Anklage gegen einen zum Tatzeitpunkt 17 Jahre alten Teenager im Bundesstaat Georgia. Der Fall wurde in den USA erheblich diskutiert und führte im Bundesstaat Georgia zur Einführung einer sogenannten „Romeo-und-Julia-Klausel“ in dem entsprechenden Tatbestand.

## Sachverhalt
Für die Silvesterfeier 2003/2004 mieteten sich einige Schüler einer Abschlussklasse einer High School in Atlanta zwei Hotelzimmer. In diesen Hotelzimmern fand in der Silvesternacht dann eine Feier mit reichlich Alkohol- und Marihuanakonsum statt. Anwesend war unter anderem der Afroamerikaner Genarlow Wilson, fünf männliche Mitschüler sowie zwei Schülerinnen der High School (15 und 17 Jahre alt). Auf der Feier kam es zwischen verschiedenen der anwesenden männlichen Teilnehmer und der 17-Jährigen zum Geschlechtsverkehr, die 15-Jährige hatte mit Wilson und fünf anderen Mitschülern Oralverkehr. Die Ereignisse der Party wurden mit einer Videokamera aufgezeichnet.

## Verfahrensgang bis zur Verurteilung
Am nächsten Tag erstattete die Siebzehnjährige wegen angeblicher Vergewaltigung Strafanzeige. Es kam zu einer Durchsuchung der Hotelzimmer, bei der Kondome und die Videokamera sichergestellt wurden. Das Verfahren wegen Vergewaltigung wurde eingestellt, da die Videoaufnahmen zeigten, dass die Sexualkontakte einvernehmlich stattgefunden hatten. Da seit 1995 jedoch Sexualkontakte mit unter 16-Jährigen unter Strafe standen, unabhängig von der Einwilligung der Betroffenen und dem Alter des Täters, wurde das Verfahren gegen die sechs Schüler eröffnet, die Oralverkehr mit der 15-Jährigen gehabt hatten. Fünf bekannten sich im Rahmen eines Plea Bargaining gegen niedrige Strafen für schuldig. Lediglich der Jahrgangsbeste der High-School Genarlow Wilson bekannte sich „nicht schuldig“, da er sich nicht als Pädophiler sah. Aufgrund des Videomaterials wurde Wilson zu einer zehnjährigen Freiheitsstrafe verurteilt.

## Debatte und Auswirkungen des Urteils
In der Folge der Verurteilung kam es in den USA zu einer erheblichen Debatte. Vertreter der Bürgerrechtsbewegungen, insbesondere der NAACP, kritisierten, dass in dem Fall verdeckter Rassismus eine Rolle gespielt hätte. So sei es in ähnlich gelagerten Fällen bei einem weißen Täter zu einer wesentlich geringeren Strafe gekommen (in Tagen bemessen). Es wurden teilweise auch Parallelen zur milderen Verurteilung der Hotelerbin Paris Hilton gezogen. Dem wurde entgegengehalten, dass das Opfer auch Afroamerikanerin gewesen sei, die Jury teilweise aus Schwarzen bestanden habe und auch der zuständige Justizminister Georgias Thurbert Baker, der sich hinter das Urteil stellte, ebenfalls schwarz sei.
Daneben wurde das Gesetz angegriffen, welches auch Minderjährige zu Straftätern mache, die mit Minderjährigen Sexualkontakte hätten. In der Debatte setzten sich auch namhafte Politiker, etwa der ehemalige US-Präsident Jimmy Carter, für Wilson ein. Neben Vertretern der Bürgerrechtsorganisationen sprachen sich auch konservative Kreise gegen das Urteil und das zugrundeliegende Gesetz aus.
2006 hat der Bundesstaat Georgia das Gesetz um eine nach den gleichfalls minderjährigen Hauptfiguren des Dramas Romeo und Julia benannte „Romeo-und-Julia-Regelung“ ergänzt, nach der es sich nur um eine Ordnungswidrigkeit handele, wenn ein Minderjähriger mit einem zwar unter 16-jährigen, aber über 14-jährigen Partner Sexualkontakt hat. Nach der Verfassung des Bundesstaates Georgia gilt jedoch ein Rückwirkungsverbot für Gesetze, d. h. es hat keine Rückwirkung zugunsten des Bürgers.

## Weiterer Verfahrensgang
Wegen der fehlenden Rückwirkung des Gesetzes konnte Wilson nicht umgehend freikommen. Der Justizminister Georgias lehnte eine Begnadigung Wilsons ab, da dieser gegen damals geltende Gesetze verstoßen habe. 2007 ordnete ein Bezirksrichter des County Monroe die Freilassung an. Das Bezirksgericht hatte entschieden, dass die Tat als Ordnungswidrigkeit zu bewerten sei, Wilson nicht in die Datei der Sexualstraftäter aufzunehmen sei und die Strafe auf zwölf Monate zu reduzieren sei. Die Strafe sei abgesessen, Wilson auf freien Fuß zu setzen. Die Staatsanwaltschaft legte dagegen Rechtsmittel ein, da ein Gericht nicht einfach eine durch eine Jury gefällte Entscheidung aufheben könne. Auf dieses Rechtsmittel hin entschied der Oberste Gerichtshof von Georgia am 26. Oktober 2007, dass die 10-jährige Freiheitsstrafe Wilsons gegen das in der US-Bundesverfassung verankerte Verbot grausamer und ungewöhnlicher Bestrafung verstößt. Das Strafmaß sei angesichts der Geringfügigkeit des Vergehens überdies „grob unverhältnismäßig“. Der Justizminister Georgias kündigte an, gegen das Urteil keine weiteren Rechtsmittel (etwa vor Bundesgerichten) einzulegen. Nach über zweijähriger Haftzeit wurde Wilson noch am selben Tag aus dem Gefängnis entlassen.